# John Grant (cầu thủ bóng đá, sinh 1891)
John Wylie Grant (1891 – sau 1915) là một cầu thủ bóng đá người Anh thi đấu ở vị trí tiền đạo trung tâm tại châu Âu trong giai đoạn đầu thế kỉ 20.

## Sự nghiệp
Sinh ra ở London, Grant thi đấu ở Ireland cho Cliftonville, ở Thụy Điển, ở Anh cho Southport Central và Woolwich Arsenal, và ở Ý cho Genoa. Tại Arsenal, Grant ghi 3 bàn trong 4 trận ở Football League.